# Maria Chludzińska
Maria Chludzińska (ur. 1931, zm. 15 marca 2017) – polska kierowniczka organizacji i produkcji oraz aktorka głosowa związana z Teatrem Polskiego Radia.

## Życiorys

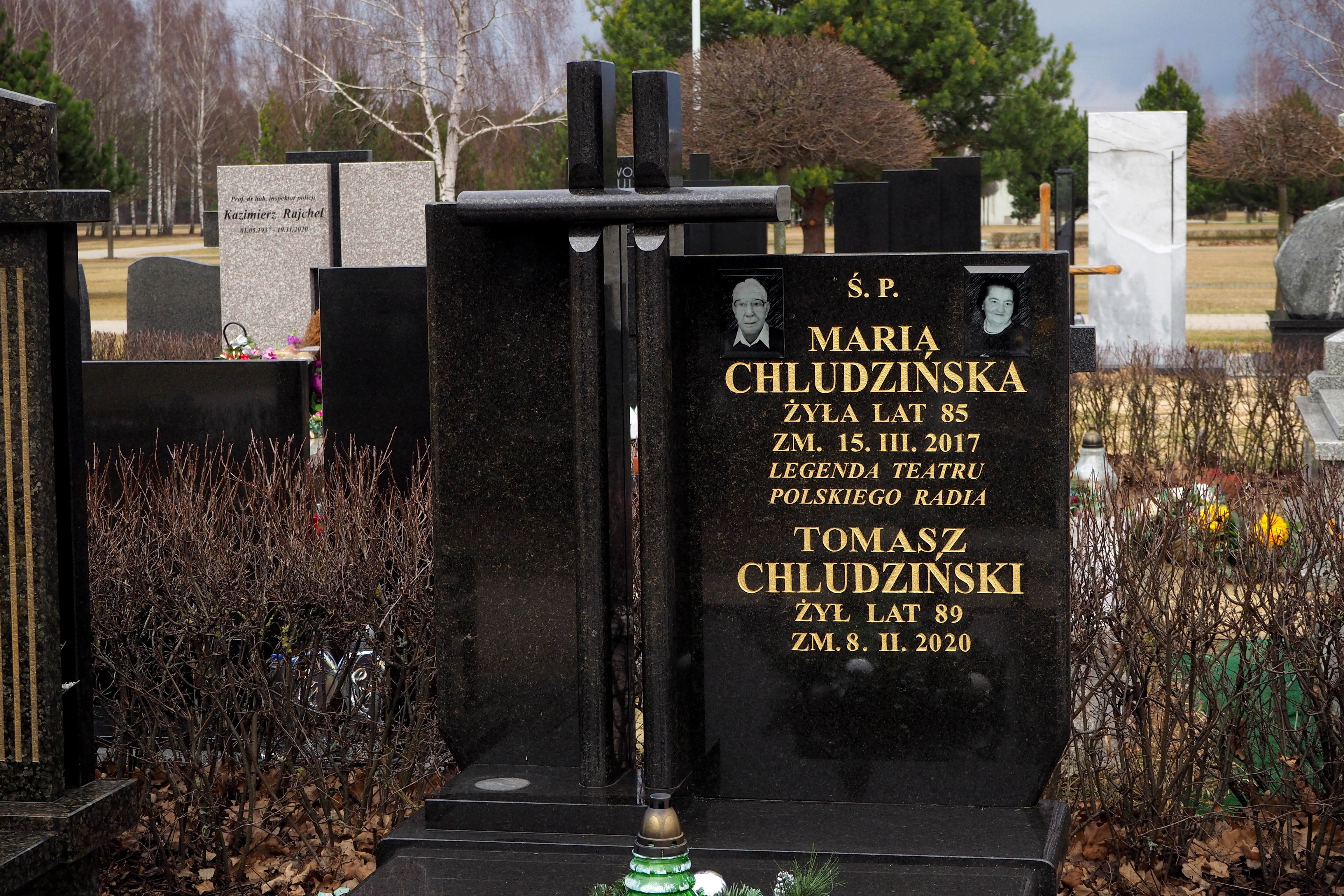
Grób Marii Chludzińskiej na Cmentarzu Komunalnym Południowym

1 października 1950 rozpoczęła pracę w Dziale Emisji Polskiego Radia, zaś w 1953 przeszła do Teatru Polskiego Radia z którym związana  była przez kolejnych 60 lat. Pracowała jako kierowniczka organizacji i produkcji Teatru Polskiego Radia, a także udzielała się jako aktorka głosowa w setkach większych i mniejszych epizodów radiowych. Była między innymi głosem sygnału radiowego cyklu słuchowisk pt. "Teatrzyk Zielone Oko". W 2011 w uznaniu dorobku została wyróżniona Honorowym Wielkim Splendorem, w tym samym roku Iwona Malinowska zrealizowała także audycję pt. "Od zawsze w Teatrze Polskiego Radia" poświęconą Marii Chludzińskiej. 
Zmarła 15 marca 2017 i została pochowana na Komunalnym Cmentarzu Południowym.